# Dusuna nigrofasciata
Dusuna nigrofasciata är en insektsart som beskrevs av Cai och Kuoh 1993. Dusuna nigrofasciata ingår i släktet Dusuna och familjen dvärgstritar. Inga underarter finns listade i Catalogue of Life.